# 未確認動物学
未確認動物学（みかくにんどうぶつがく、英語：cryptozoology）とは、未知の、伝説上の、または絶滅した動物のうち、現在まで存在が議論されているか、あるいは実証されていないもの、すなわち未確認動物（UMA）を探索・研究の対象とする疑似科学、並びにサブカルチャーである。
特に、ビッグフット、ネッシー、イエティ、チュパカブラ、ジャージーデビル、モケーレ・厶ベンベなど、民間伝承でよく知られている動物が対象である。科学的方法に従っていないため、未確認動物学は広く疑似科学であると見なされている。

## 歴史

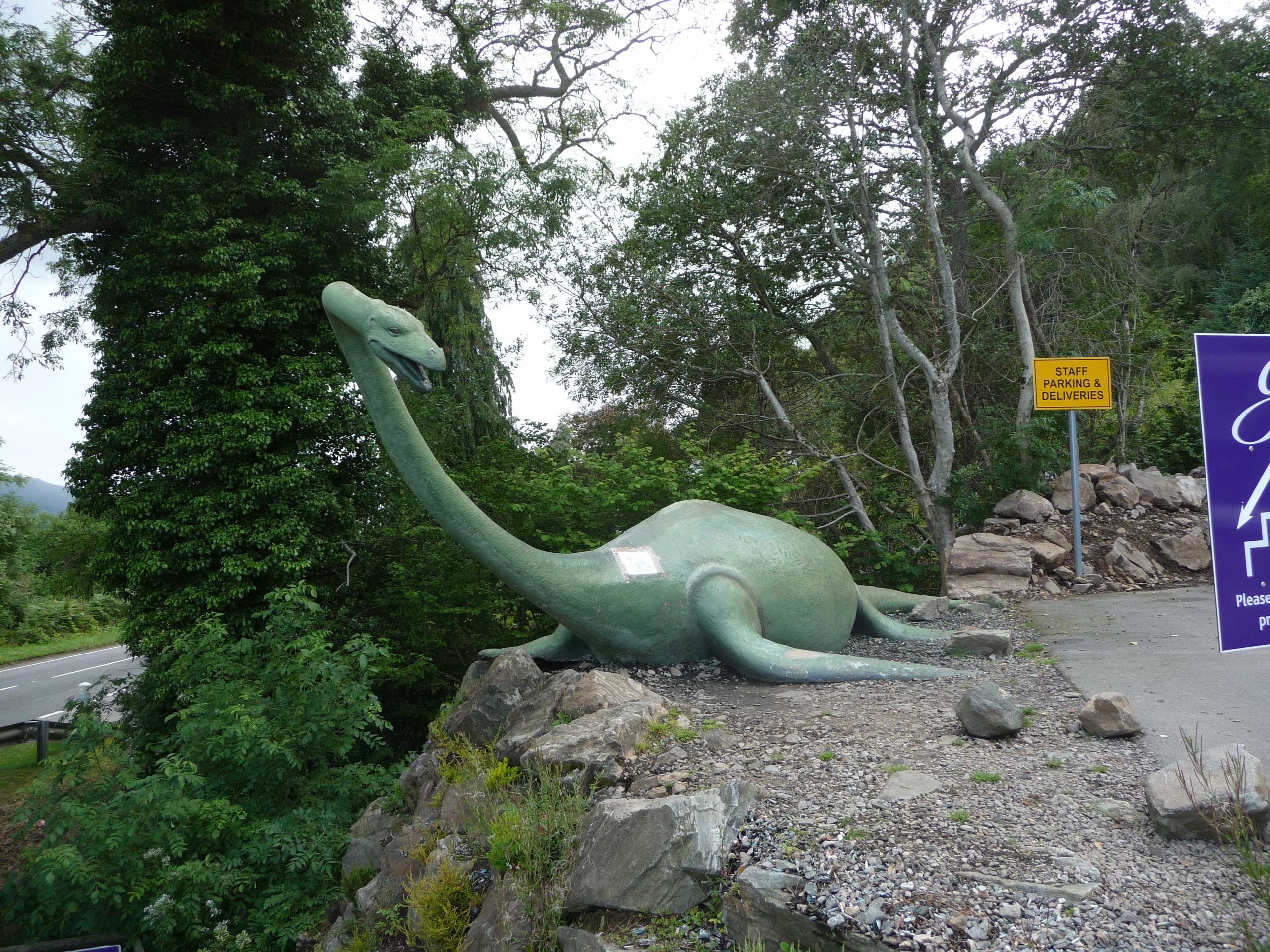
ネッシーのイメージ銅像。

未確認動物学という分野は、ベルギーの動物学者ベルナール・ユーヴェルマンスとスコットランドの動物学者アイヴァン・T・サンダーソンの著作が起源であるとされている。ユーヴェルマンスは 1955年に『未知の動物を求めて』（1981年邦訳、原題：Sur la piste des bêtes ignorées）を出版した。これは未確認動物学者にとって画期的な著作であり、その後も似た著作が続いた。さらにサンダーソンは『いまわしき雪男：生ける伝説』[仮訳邦題] (原題：Abominable Snowmen: Legend Come To Life、1961 年）など、未確認動物学の発展に貢献した一連の書籍を出版した。なお、ユーヴェルマンス自身は、未確認動物学の開祖は 1892年に「海蛇の報告は、実際には大型の未確認のアザラシによるものである」と論じたアントニー・コルネリス・アウデマンスだとみなしている。
「未確認動物学」（cryptozoology ）は「隠された動物の研究」を意味する造語である（古代ギリシア語のκρυπτός, kryptós「隠された、秘密」、古代ギリシャ語のζῷον, zōion「動物」、λόγος, logos、すなわち「知識、研究」に由来）。この用語は1959年以前から存在していた。ヒューベルマンズは未確認動物学という用語を造ったのはサンダーソンであるとしている 。
これに続き、1983年には、未確認動物学者のジョン・E・ウォールが国際未確認動物学会のニューズレターの夏号において、「cryptid」という用語を造った。ウォールによると、「例えば『怪物』のような、センセーショナルでしばしば誤解を招く用語に代わる、新しい用語を作ることが必要だ。私は『cryptid』という用語の使用を提案したい。これは、隠された、または知られていない性質を持つ生物を意味し、未確認動物学の調査対象である（または対象になる可能性がある）生物を表すものである」。
オックスフォード英語辞典は、「未確認動物」という名詞を「現在まで存在または生存していることが議論されている、または立証されていない動物。未確認動物学者にとって興味深い動物」と定義している。 これは未確認動物学者のほとんどが使用する用語ではあるものの、学術的な動物学者はこの表現を使用しない 。学部生向けの教科書において、カレブ・W・ラックとジャック・ルソーは、そのような表現は「民間伝承の記録にある怪物やその他の類似の存在に対する、古い信仰の疑似科学的な延長である。」と述べた。また、「新しい、より科学的な響きの名称が、『未確認動物』である」と指摘した。
生物学者は定期的に新種を同定するが、未確認動物学者は民間伝承の生物に焦点を合わせることが多い。例えば、ネッシー、チャンプ、ビッグフット、チュパカブラ、等である。未確認動物学者は、これらの存在を探すために、カメラ、暗視装置、音声録音装置などの機器を使用する場合がある。こういったアプローチを体系化する試みは行われてきたが、生物学、動物学、植物学といった学問分野とは異なり、「未確認生物を追跡するための受け入れられた、統一された、または成功した方法は存在しない」のが現状である。
一部の学者は、民俗記録に対する中世のアプローチの中に現代の未確認動物学の前身を見出しており、未確認動物学におけるアプローチの背後にある心理学は学術研究の対象となっている。
正式な科学教育を受けた未確認動物学者はほとんどおらず、未確認動物学に直接関連する科学のバックグラウンドを持つ人はさらに少ない。また、未確認動物学の支持派は、未確認動物学者の学歴を誤って伝えることが多い。いわゆる懐疑主義者ダニエル・ロクストンと古生物学者のドナルド・プロセロによると、「未確認動物学者は『ロイ・マッカル教授、PhD』を彼らの主要人物の 1人とし、生物学の正当な博士号を持つ数少ない人物の 1人として宣伝することが多い。しかし、滅多に言及されないのは、彼が未確認動物に関する有能な研究を行う資格を得るような訓練を受けていなかったという事実である。これは『資格詐称』の恐れを生じさせる。これは、個人または組織が、その人の経歴が研究中の分野に特に関連していないにもかかわらず、その人の大学院学位を専門知識の証拠として偽装するものである。」
ユーヴェルマンス、サンダーソン、マッカルのほか、学術的背景を持つ著名な未確認動物学者には、グローヴァー・クランツ、カール・シュカー、リチャード・グリーンウェル等が挙げられる。
歴史的に、著名な未確認動物学者は「反駁の余地のない証拠」を特徴とする事例を特定してきた 。しかし、その証拠は偽物であることが明らかになった。これは、専門家による詳細な調査の最中、または偽物犯の告白時に発生することがあると言われている。
また、未確認動物学者は、未確認生物の証拠を見つけるために、しばしば探検を行い、そして失敗を重ねてきた。ビッグフットの研究者であるルネ・ダヒンデンは、サスカッチの生存の証拠を見つけるために洞窟の調査隊を率いた。この調査は失敗に終わったが、それでも彼は何年もかけ、証拠を見つけようとした。2018年、クヌテンボー伯爵アダム・クリストファー・クヌトは、コンゴのテレ湖でモケーレ・厶ベンベを探すため、探検隊を率いた。やはり探検は失敗に終わった。しかし、彼らは緑藻の新種を発見したという。

## 「若い地球説」との関係
未確認動物学の一部は若い地球説を推進し、従来の科学を否定して聖書の文字通りの解釈を支持し、「生きた恐竜」などの概念を推進している。科学ライターのシャロン・A・ヒルは、未確認動物学の若い地球説論者は「十分な資金があり、進化論を無効にすると考えられる生きた恐竜を見つけるという目標を掲げて、探検を実施できる」と指摘している。
人類学者のジェブ・J・カードは、「創造論者は未確認動物学を受け入れており、未確認動物学の探検の一部は進化論を反証することを望む創造論者によって資金提供され、実施されている」と述べている。
2013年のインタビューで、古生物学者のドナルド・プロセロは、創造論者の未確認動物学者の増加を指摘している。彼は、「ネッシーやモケーレ・ムベンベを積極的に探している人々は、完全に創造論者の牧師として、それを行っている。彼らは、コンゴで恐竜を見つけたら進化論の全てが覆されると考えているが、それは誤りである。もし発見があっても、それは恐竜の生き残りであるとは言えない。彼らは進化論について誤解している。」と指摘している。
ケンタッキー州ピーターズバーグにある創造博物館で2013年に開催された、「ドラゴンはかつて人類とともに地球を歩いていた生物であり、若い地球説に捧げられた」という旨の展示を引用して、宗教学者のジャスティン・マリスは、「未確認動物学は若い地球説との間に、長く、そして奇妙な歴史を有している。この新しい展示は最近の例の1つに過ぎない。」と指摘している。
ポール・トーマスは、創造博物館と創造論のテーマパークであるアーク・エンカウンターに関する2020年の研究で、未確認動物学の影響と繋がりを分析した。彼は、「創造博物館とアーク・エンカウンターは疑似考古学に媚びを売って、疑似考古学のレトリックをこっそり囁いているが、どちらも未確認動物学と結びついている」とコメントし、「若い地球説論者と未確認動物学者は自然な関係だ。疑似考古学と同様に、若い地球創造論者と未確認動物学者はどちらも主流となっている世俗科学による拒絶に憤慨し、自分たちの主張を真剣に検討するのを妨げる陰謀のように見えることを嘆いている。」と指摘している。

## メディア報道
概して、メディアは未確認動物学者の情報源からの情報を無批判に流布することが多い。これには、未確認動物学者の虚偽の主張を繰り返す新聞や、未確認動物学者をモンスターハンターとして取り上げるテレビ番組等が含まれる。メディアにおける報道は、妥当な説明を提供できないことが多く、未確認動物学者の主張をさらに広めている。

## 受容
未確認動物学は疑似科学であるという点で、学者の間では幅広いコンセンサスがある。
また、逸話的な情報に依存していることや、ほとんどの科学者が存在の可能性が低いと考えている動物を調査する過程で、未確認動物学者が科学的方法に従っていないこと等から、この分野は定期的に批判されている。 未確認動物学者の地位を付与する学術コースや大学の学位プログラムは存在せず、サブカルチャーが主に自然科学の訓練を受けていない個人の領域であることも指摘されている。

人類学者のジェブ・J・カード は、疑似科学と疑似考古学の調査の過程において、未確認動物学を以下のように要約している。
「未確認動物学は、未確認動物学者により、『これまで特定されていなかった動物種の研究である』と主張されている。一見すると、これは動物学とほとんど変わらないように思える。動物学の範疇においても、フィールドや博物館の動物学者によって毎年新しい種が発見されているからだ。未確認動物学者はこれらの発見を彼らの探索の正当化に利用するが、それらの発見者が未確認動物学者ではなく、動物学者であるという事実を認識していない。動物学者は、大型生物の標本を探すための探検隊を組織するような人物ではなく、生態学的パラダイムで研究している学術的に訓練された人物である。しかし、未確認動物学者はこの事実を軽視したり、省略したりすることが多い。」
また、カードは、「未確認動物学者は、未確認動物学に熱心に取り組んだ人々を含むプロの科学者に対して軽蔑や憎悪を示すことが多い」と指摘した。そういった思想の起源は、ユーヴェルマンスの初期の「未確認動物学批判者に対する怒り」にまで遡る。カードは未確認動物学と、幽霊狩りやUFO研究などの他の疑似科学との類似点を見出し、未確認動物学者のアプローチを植民地時代の大物ハンターやヨーロッパ帝国主義の側面と比較しつつ、以下のように指摘している。
「未確認生物のほとんどは、比較民俗学の全盛期に集められた先住民の伝説の題材として描かれているが、こうした伝説は大幅に改変されたり、改悪されたものになっていることもある。未確認動物学における、先住民の文化（または非先住民によるその構築）への共感、関心、流用といった複雑な要素は、ニューエイジ界や、怪しげな『インディアン墓地』やその他の伝説にも見受けられ、アミティヴィルのいたずらなどの幽霊騒ぎで引き合いに出されている。」
2011年にThe American Biology Teacherに寄稿された序文で、当時National Association of Biology Teachersの会長だったダン・ウォードは、科学的手法について学生を混乱させる可能性のある「技術的疑似科学」の一例として未確認動物学を挙げている。ウォードは「未確認動物学は有効ではなく、もはや科学ですらない。怪物狩りだ。」と述べている。 科学史家のブライアン・リーガルは、著書『疑似科学：批判的百科事典』（2009年）に未確認動物学の項目を載せている。リーガルは「知的探求として、未確認動物学は未確認動物学者が隠れた動物を探したのと同じくらい研究されてきた。」と述べている。
1992年のFolklore誌で、民俗学者のヴェロニク・カンピオン＝ヴァンサンは以下のように述べている。
「今日、世界中で謎の動物の不可解な出現が報告されている。伝説や超自然的な動物の存在に対する信仰は、どこにでもあり、時代を超越している。ヨーロッパが発見した大陸では、先住民の信仰や伝説が、新たな自然環境に直面した征服者たちの認識に強い影響を与えてきた。そして、科学的アプローチの重要性が高まるにつれ、これらの伝統的な神話物語は、時には非常に人工的な精密さを帯びるようになり、結果、その領土にしっかりと根付いた現代の伝説を生み出した。この信念は、メディアによって強調され、地元住民によって（主に観光促進の目的で）奨励された複数の観察を通じて今日も自己永続化しており、多くの場合、この有益な現象の存在を、心から確信している。」
キャンピオン・ヴィンセントは、「神秘的な動物の出現の研究には4つの潮流が区別できる」と述べた。それは「フォーティアン」、「オカルティスト」、「民俗学者」、並びに「未確認動物学者」であり、未確認動物学者に関しては、「この運動は、超心理学と同様に、超科学という名称に値するようだ。同じコーパスが検討されている。多くの科学者が参加しているが、大学教授や研究者という正式な地位を持つ者にとっては、参加はあくまでも個人的な趣味である。」
リンダ・ワッツは著書『アメリカ民間伝承百科事典』で、「怪物と呼ばれることもある非現実的な動物や存在に関する民間伝承は、人気の研究分野である」と述べ、未確認動物学を「多くの怪物が登場する、アメリカの物語の伝統」の一例として説明している。

民俗学者のピーター・デンドルは、未確認動物学の分析で、「未確認動物学の信奉者は、主流の科学に反抗する立場を意識的に取っている」とし、次のように述べている。
「現代世界における未確認動物学の心理的意義は、種の大量絶滅や自然生息地の破壊に対する罪悪感を向けること、現在では完全に地図化され、過剰に調査されていると認識されている世界における神秘主義や危険さの感覚を取り戻すこと、文化的に受け入れられる共同出資を独占していると認識されている科学界に対する憤りと反抗を表明すること、等である。」
2013年に発表された論文で、デンドルは未確認動物学者を「現代のモンスターハンター」と呼び、「非常に徹底的に地図化、地図化、追跡され、Google Earthや衛星画像で詳細に調べることができる世界において、驚異の感覚を生かし続けている。」と述べ、「全体として、この研究に多大なリソースを投入することは、学術的コンセンサスの根拠に対する認識の欠如を露呈している（たとえば、進化生物学の証拠や化石記録をほとんど無視している）。」と述べている。
歴史家のマイク・ダッシュによると、何千もの未知の動物、特に無脊椎動物が発見を待っていることを疑う科学者はほとんどいない。しかし、未確認動物学者は、新たに発見されたアリや甲虫の種の研究やカタログ作成にはほとんど興味がなく、代わりに、存在を確認するための数十年にわたる研究にしばしば反抗してきた「より捉えどころのない」生物に努力を集中している。

古生物学者のジョージ・ゲイロード・シンプソンは、創造論と共に、未確認動物学を人間の騙されやすさの例として挙げている。
「人間はあらゆる動物の中で最も発明に長け、欺瞞的で、騙されやすい。これらの特徴だけが、一部の人間が創造論、地球外生命体を乗せたUFOの到来、あるいは未確認動物学のいくつかの面を信じている理由を説明できる。いくつかの点で、未確認動物学の議論と実践は、常にではないにせよ、時には欺瞞、そして騙されやすさの両方を示している。その例としては、古いラテン語の格言「信じ難いから信じる」がふさわしいと思われるが、その著者テルトゥリアヌスは、現代の創造論者にもっと当てはまる形でそれを適用していた。」
古生物学者のドナルド・プロセロは、未確認動物学を疑似科学の例として挙げ、ホロコースト否定論やUFO誘拐説とともに、アメリカ文化の「明らかにナンセンス」な側面として分類している。
パラノーマル現象などにも造詣が深いサイエンスライターのシャロン・A・ヒルは分野を調査し、サブカルチャーの側面について議論し、より科学的なアプローチを生み出そうとする内部の試み、若い地球創造論者の関与、そしていたずらの蔓延を指摘している。彼女は、多くの未確認動物学者は「謎の動物が存在するという信念に熱心で誠実である。そのため、彼らは目撃の報告をすべて尊重し、批判的な質問をしないことが多い。幽霊探求者と同様に、未確認動物学者は自分たちが謎を解き、歴史を作ると確信している。謎と金銭の誘惑が勤勉で倫理的な研究を損なっているため、未確認動物学の分野には信憑性に深刻な問題がある」と結論付けた。

## 組織
未確認動物学に専念している組織としては、国際フォーティアン協会、国際未確認動物学会、等が挙げられる。

## 博物館および展示会
ベルナール・ヒューベルマンの動物学および未確認動物学のコレクションとアーカイブは、ローザンヌの州立動物学博物館に保管されており、約1,000 冊の書籍、25,000 のファイル、25,000 枚の写真、書簡、遺物で構成されている。
2006 年、ベイツ大学付属の美術館は「未確認動物学: 時代を超えた場所のスケール」展を開催し、未確認動物と最近絶滅したフクロオオカミ等の動物を比較した。翌年、アメリカ自然史博物館は「神話の生き物：ドラゴン、ユニコーン、人魚」と題して、エピオルニスや大型類人猿のギガントピテクスを含む、架空の動物と絶滅した動物の混合展示会を開催した。
2003年、未確認動物学者のローレン・コールマンは、メイン州ポートランドに国際未確認動物学博物館を開設した。この博物館には、未確認動物学関連の遺物が3000点以上収蔵されている。